# Kent (circonscription fédérale)
Pour les articles homonymes, voir Kent (homonymie).
Kent était une circonscription électorale du Nouveau-Brunswick, Canada, dont le représentant a siégé à la Chambre des communes de 1867 à 1966. 

## Histoire
Cette circonscription a été créée par l'Acte de l'Amérique du Nord britannique en 1867 et correspondait au Comté de Kent. Elle faisait partie des 15 circonscriptions fédérales originelles et fut abolie en 1966 lorsque la plus grande partie fut intégrée à la nouvelle circonscription de Westmorland—Kent et une fraction dans celle de Northumberland—Miramichi.

## Liste des députés successifs
Cette circonscription fut représentée par les députés suivants :
|  | Législature | Date élection     | Député                            | Profession   | Parti                |
|  | ----------- | ----------------- | --------------------------------- | ------------ | -------------------- |
|  | 1re         | 7 août 1867       | Auguste Renaud                    | Agriculteur  | Libéral              |
|  | 2e          | 20 juillet 1872   | Robert Barry Cutler               | Payeur       | Libéral              |
|  | 3e          | 22 janvier 1874   | George McLeod                     | Marchand     | Indépendant          |
|  | 4e          | 17 septembre 1878 | Gilbert Girouard                  | Marchand     | Libéral-conservateur |
|  | 5e          | 20 juin 1882      | Gilbert Girouard                  | Marchand     | Libéral-conservateur |
|  | ¹           | 22 septembre 1883 | Pierre-Amand Landry               | Avocat       | Conservateur         |
|  | 6e          | 22 février 1887   | Pierre-Amand Landry               | Avocat       | Conservateur         |
|  | ²           | 31 juillet 1890   | Édouard-H. Léger                  | Médecin      | Conservateur         |
|  | 7e          | 5 mars 1891       | Édouard-H. Léger                  | Médecin      | Conservateur         |
|  | ³           | 6 décembre 1892   | George McInerney                  | Avocat       | Libéral-conservateur |
|  | 8e          | 23 juin 1896      | George McInerney                  | Avocat       | Conservateur         |
|  | 9e          | 7 novembre 1900   | Olivier Leblanc                   | Agriculteur  | Libéral              |
|  | 10e         | 3 novembre 1904   | Olivier Leblanc                   | Agriculteur  | Libéral              |
|  | 11e         | 26 octobre 1908   | Olivier Leblanc                   | Agriculteur  | Libéral              |
|  | 12e         | 21 septembre 1911 | Ferdinand Robidoux                | Avocat       | Conservateur         |
|  | 13e         | 17 décembre 1917  | Auguste Léger                     | Agriculteur  | Libéral              |
|  | 14e         | 6 décembre 1921   | Auguste Léger                     | Agriculteur  | Libéral              |
|  | ⁴           | 20 décembre 1923  | Alexandre Doucet                  | Agriculteur  | Conservateur         |
|  | 15e         | 29 octobre 1925   | Alexandre Doucet                  | Agriculteur  | Conservateur         |
|  | 16e         | 14 septembre 1926 | Alfred Bourgeois                  | Commis       | Libéral              |
|  | 17e         | 28 juillet 1930   | Télésphore Arsenault              | Agriculteur  | Conservateur         |
|  | 18e         | 14 octobre 1935   | Louis-Prudent-Alexandre Robichaud | Avocat       | Libéral              |
|  | 19e         | 26 mars 1940      | Aurèle Léger                      | Agriculteur  | Libéral              |
|  | 20e         | 11 juin 1945      | Aurèle Léger                      | Agriculteur  | Libéral              |
|  | 21e         | 27 juin 1949      | Aurèle Léger                      | Agriculteur  | Libéral              |
|  | 22e         | 10 août 1953      | Hervé Michaud                     | Agriculteur  | Libéral              |
|  | 23e         | 10 juin 1957      | Hervé Michaud                     | Agriculteur  | Libéral              |
|  | 24e         | 31 mars 1958      | Hervé Michaud                     | Agriculteur  | Libéral              |
|  | 25e         | 18 juin 1962      | Guy Crossman                      | Entrepreneur | Libéral              |
|  | 26e         | 8 avril 1963      | Guy Crossman                      | Entrepreneur | Libéral              |
|  | 27e         | 8 novembre 1965   | Guy Crossman                      | Entrepreneur | Libéral              |

¹ Élection partielle à la suite de la démission de M. Girouard
² Élection partielle à la suite de la nomination de M. Landry au poste de juge de cour du comté de Westmorland-Kent
³ Élection partielle à la suite du décès de Edouard-H. Léger
⁴ Élection partielle à la suite du décès de Auguste Léger